# Mary Robinson
Mary Robinson (nacida como Mary Therese Winifred Bourke, Dublín, 21 de mayo de 1944) es una política y abogada irlandesa. En 1990 fue elegida presidenta de la República de Irlanda, siendo la primera mujer que accedía a la jefatura del Estado en dicho país. Es miembro de The Elders.

## Biografía
Fue hija de dos médicos irlandeses. Estudió en el Colegio Mount Anville de Dublín. Se licenció en derecho por el Trinity College de Dublín. Continuó su formación en el King´s Inns, Dublín y después en la Universidad de Harvard. En 1969 fue profesora del Trinity College, donde había estudiado y comenzó su carrera profesional como abogada en 1975.
El 3 de diciembre de 1990 fue elegida presidenta de la República de Irlanda como independiente, con el apoyo del Partido Laborista y el Partido de los Trabajadores. Durante su mandato, destacó la preocupación que mostró por los irlandeses que, en el transcurso de los años, habían debido marchar al exterior para buscar trabajo. Mejoró notablemente las relaciones angloirlandesas, siendo la primera jefe de Estado de Irlanda que visitaba a la reina Isabel II en el Palacio de Buckingham. Fue también una activa defensora de los derechos humanos, siendo el primer jefe de Estado en visitar Haití tras el genocidio que asoló el país. También estuvo en Marruecos en pleno periodo de crisis, en 1992. Durante su mandato apoyó igualmente la creación del Tribunal Penal Internacional.

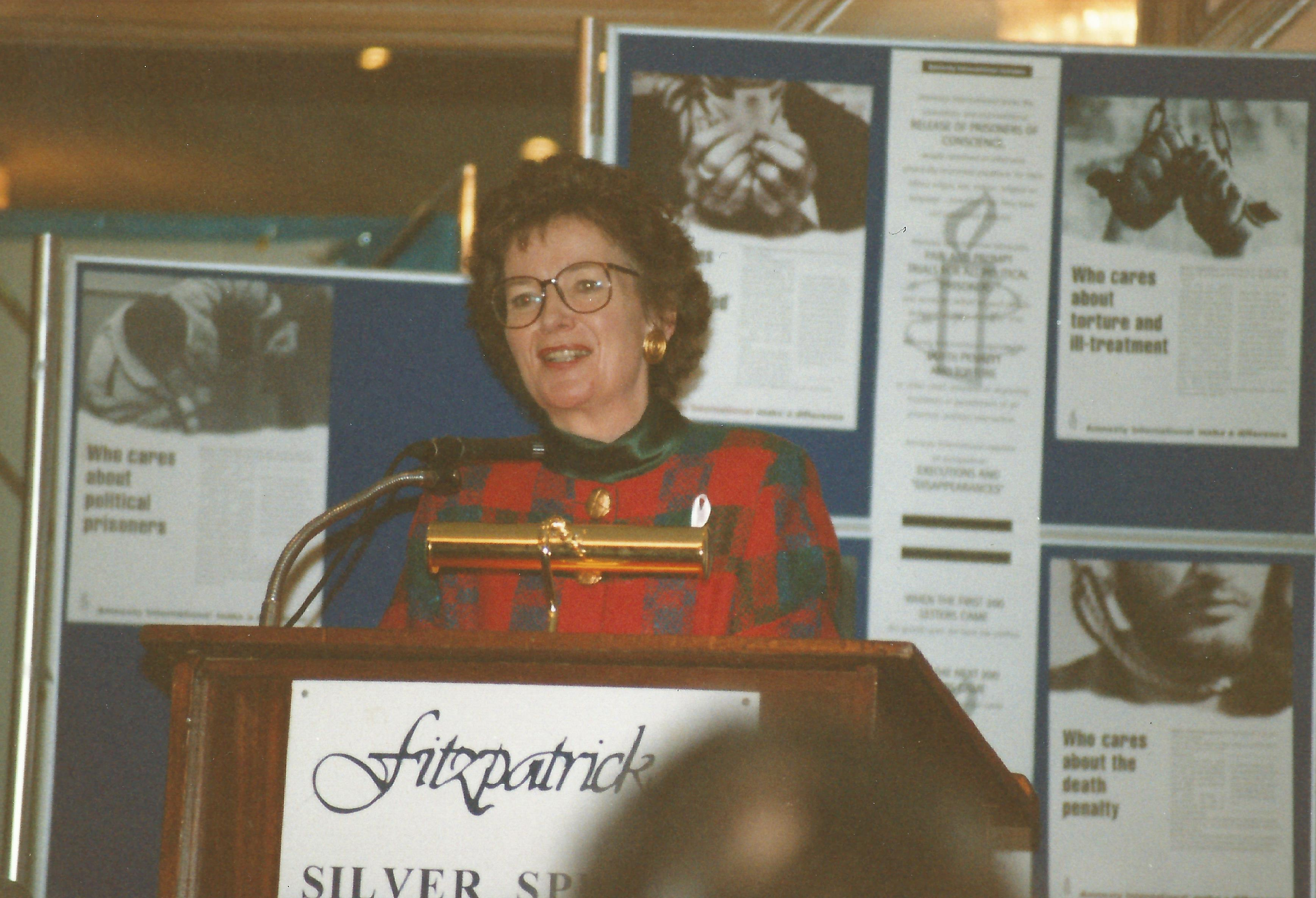
Mary Robinson, en la Conferencia de Amnistía Internacional sobre Irlanda, Silver Springs Hotel, Cork, condado de Cork, febrero de 1996.

Al finalizar su etapa presidencial, el entonces Secretario General de las Naciones Unidas, Kofi Annan, la nombró Alta Comisionada de las Naciones Unidas para los Derechos Humanos el 12 de septiembre de 1997, cargo que ocupó hasta 2002.
En 2006 fue elegida presidenta del programa Iniciativa para una Globalización Ética, organización internacional encargada de presionar a los gobiernos firmantes de acuerdos internacionales sobre protección de derechos humanos para su cumplimiento, además de ser profesora de la Universidad de Columbia y profesora extraordinaria de la Universidad de Pretoria. En 2008 fue elegida presidenta de la Comisión Internacional de Juristas.
Es presidenta del Club de Madrid, y miembro del reconocido grupo The Elders.

### Caso Latifa
En diciembre de 2018, fue criticada por sus declaraciones sobre la desaparición y el intento de fuga de la jequesa Latifa Al Maktum en Dubái. Tras conocer a Latifa en un almuerzo organizado por la familia real de Dubái, Robinson se la describió a la BBC como una "mujer joven con problemas" que lamentó un video anterior en el que alegaba haber sido confinada y torturada en Dubái. El director de la ONG Detained International, David Haigh expresó su asombro por el excomisionado de la ONU por repetir varias veces la frase de la versión oficial de Dubái ("el cuidado amoroso de su familia") y por rechazar el intento fallido de Latifa de escapar de Dubái en febrero de 2018.
En febrero de 2021, Robinson se retractó de su declaración de 2018 afirmando en el programa Panorama de la BBC que ella y la madrastra de Latifa, la princesa Haya, fueron engañadas sobre la salud y la estabilidad de Latifa durante ese período, cuando estuvo detenida en una villa de Dubái y Robinson se vio envuelto en la controversia de la prueba de vida para disipar la preocupación internacional por la desaparición de Latifa del ojo público. Robinson dio cuenta del incidente en The Late Late Show el 26 de febrero de 2021, refiriéndose a él como el mayor error de su carrera.

## Premios y reconocimientos
Entre los reconocimientos recibidos en el transcurso de su vida destacan, a nivel profesional, Premio de la Facultad de Derecho de Harvard (1995) y diversas condecoraciones de las universidades de Londres, Coímbra, California y la de Salamanca. Es doctora honoris causa por treinta y una universidades de todo el mundo.
A nivel político y social ha recibido el Collar Hussein Bin Ali de Jordania; el Premio Libertad de la Fundación Max Schmidheiny de Suiza), el Premio Fomento de la Paz Félix Houphouët-Boigny de la Unesco, el Premio Indira Gandhi por la Paz, el Desarme y el Desarrollo (2000), el de Embajadora de Conciencia (2004) que otorga Amnistía Internacional y el Premio Príncipe de Asturias de Ciencias Sociales (2006), y Medalla Presidencial de la Libertad (2009).